# Athemistus cristatus
Athemistus cristatus är en skalbaggsart som beskrevs av Blackburn 1894. Athemistus cristatus ingår i släktet Athemistus, och familjen långhorningar. Inga underarter finns listade.